# Waldotheres
Waldotheres is een geslacht van kreeftachtigen uit de klasse van de Malacostraca (hogere kreeftachtigen).

## Soort
- Waldotheres mccainae (Schmitt, in Schmitt, McCain & Davidson, 1973)